# ピーター・オデムウィンギー
ピーター・オサゼ・オデムウィンギー（Peter Osaze Odemwingie, 1981年7月15日 - ）は、ナイジェリアの元サッカー選手。元ナイジェリア代表。現役時代のポジションはフォワード（WG, CF）、ミッドフィールダー（SM）。

## 来歴

### クラブ
1981年、ナイジェリア人の父親とロシア人の母親の元、ウズベキスタン（旧ソビエト連邦）のタシュケントで生まれた。1994年に母親の母国であるロシアのKAMAZナーベレジヌイェ・チェルヌイへ入団し、翌年から4年間は国内の強豪であるCSKAモスクワの下部組織でプレー。1999年に父親の母国であるナイジェリアへ引っ越すと同時にASラシーヌ・ラゴスの下部組織へ加入した。
2000年、ナイジェリアのベンデル・インシュランスFCでプロデビュー。2002年にベルギーのラ・ルヴィエールに移籍し、ヨーロッパ復帰を果たした。2005年にフランス・リーグ・アンのリールへ移籍。2006-07シーズンのチャンピオンズリーグのグループリーグではアウェーのACミラン戦で先制ゴールを決めるなど、リールをクラブ史上初のチャンピオンズリーグ決勝トーナメント進出に導く原動力となった。
この活躍によって注目を浴び、2007年7月13日、ロシアのFCロコモティフ・モスクワへ1700万ユーロで移籍を果たした。
2010年8月20日、イングランドのウェスト・ブロムウィッチ・アルビオンFCへ移籍。翌日の8月21日に行われたサンダーランドAFC戦でプレミア初ゴールを決め、チームの初勝利に貢献した。2010-11シーズン、オデムウィンギーはリーグで15得点をあげ、クラブのプレミアリーグでのシーズン最多得点記録を更新。
2013年9月2日、昇格組のカーディフ・シティへ2年契約で移籍。しかし、シーズン途中に就任したオーレ・グンナー・スールシャール新監督から信頼を得られず、2014年1月28日、ケンワイン・ジョーンズとのトレードでストーク・シティに移籍。しかしストークではマルコ・アルナウトヴィッチ、ボージャン・クルキッチ、ジェルダン・シャチリ、イブラヒム・アフェレイなどからポジションを奪うことはできず、2016年5月からシーズン終了までチャンピオンシップのブリストル・シティFCへ期限付き移籍。2015-16シーズンを以てクラブを退団した。
ハル・シティAFCのトライアルを受けるもフリーの状態で翌シーズンを迎えたが、10月24日にロザラム・ユナイテッドFCと3か月間の短期契約を結んだ。
2017年4月3日、インドネシア・リーガ1のマドゥラ・ユナイテッドFCに1年契約（1年延長オプション付き）で加入。デビュー戦となった4月16日のバリ・ユナイテッドFC戦で74分にPKを決めて2-0での勝利に貢献した。6月12日のセメン・パダンFC戦ではハットトリックを達成し、チームは6-0で勝利を収めた。
2019年4月3日、現役引退を発表。今後は指導者の道を目指す意向を表明している。

### 代表
ナイジェリアとロシアのハーフのオデムウィンギーはナイジェリア代表とロシア代表のどちらかを選ぶ権利を有していたが、最終的にはナイジェリア代表を選択。2004年のアフリカネーションズカップでナイジェリア代表デビューを果たす。
2008年の北京オリンピックにはオーバーエイジ枠で出場。決勝でアルゼンチンに敗れたものの、準々決勝のコートジボワール戦でゴールするなどナイジェリア代表の準優勝に貢献した。2010年のアフリカネイションズカップでは3位になり大会ベスト11に選出された。
2014 FIFAワールドカップではボスニア・ヘルツェゴビナ戦で決勝点を挙げ、ナイジェリアのワールドカップでの16年ぶりとなる勝利に貢献した。

## 代表歴

### 出場大会
- ナイジェリア代表
  - 2004年 アフリカネイションズカップ2004（第3位）
  - 2006年 アフリカネイションズカップ2006（第3位）
  - 2008年 アフリカネイションズカップ2008（ベスト8）
  - 2008年 北京オリンピック（オーバーエイジ枠）（準優勝）
  - 2010年 アフリカネイションズカップ2010（第3位）　ベスト11
  - 2010年 2010 FIFAワールドカップ
  - 2014年 2014 FIFAワールドカップ

### 試合数
- 国際Aマッチ 65試合 11得点（2002年-2014年）[13]

| ナイジェリア代表 | 国際Aマッチ | 国際Aマッチ |
| 年               | 出場        | 得点        |
| ---------------- | ----------- | ----------- |
| 2002             | 1           | 0           |
| 2003             | 1           | 1           |
| 2004             | 8           | 3           |
| 2005             | 3           | 1           |
| 2006             | 3           | 0           |
| 2007             | 8           | 0           |
| 2008             | 10          | 1           |
| 2009             | 9           | 1           |
| 2010             | 11          | 3           |
| 2011             | 3           | 0           |
| 2012             | 1           | 0           |
| 2013             | 0           | 0           |
| 2014             | 7           | 1           |
| 通算             | 65          | 11          |